# José Martínez Romero
José Martínez Romero (Los Villares, 28 de diciembre de 1925-Jaén, 11 de marzo de 2005) fue un escritor y parapsicólogo español.

## Biografía
Su pasión por el estudio y la investigación sobre temas como la arqueología, fenómenos paranormales, la arquitectura, la historia de la provincia de Jaén y la de sus personajes ilustres, hizo que dedicase gran parte de su vida a la publicación de libros, artículos en prensa, en revistas especializadas y publicaciones como la del Instituto de Estudios Giennenses.
Fue uno de los primeros parapsicólogos que estudiaron el fenómeno de las Caras de Bélmez, que se inició en la localidad jienense de Bélmez de la Moraleda en 1971. Su libro Las Caras de Belmez fue el primero en tratar este tema en profundidad. En colaboración con Radio Jaén y Cadena SER, retransmitió un programa de radio sobre este fenómeno, siendo el primero en hacerse desde la cocina de la casa dónde aparecían las caras. Colaboró en programas sobre este tema en TVE y en periódicos como Diario Jaén y Diario Ideal. Su interés por el misterio le animó a encabezar en 1977 la constitución de la Asociación de Parasicología y Ufología de Jaén siendo su presidente.

## Obras

### Publicaciones
- Pinero Jiménez, Francisco; Martínez Romero, José (1954), Prospección realizada en el Cerrillo Salido, término de La Guardia de Jaén. (Jaén, Boletín del Instituto de Estudios Giennenses) (4) pp. 171-176.
- Pinero Jiménez, Francisco; Martínez Romero, José (1954), Monedas árabes halladas en Jimena (Jaén). (Jaén, Boletín del Instituto de Estudios Giennenses) (5) pp. 89-96.
- Martínez Romero, José (2003), Las Caras de Bélmez. Su misterio y mensaje. (Jaén, Separata de El Toro de Caña, Diputación Provincial de Jaén) (8)

### Libros
- Pinero Jiménez, Francisco; Martínez Romero, José (1954), Giennenses ilustres: reseñas biográficas. (Jaén, Talleres Tipográficos Palomino & Jaén)
- Pinero Jiménez, Francisco; Martínez Romero, José (1954), La Catedral de Jaén: Apunte histórico-artístico. (Jaén, Talleres Tipográficos Palomino & Jaén)[5]
- Martínez Romero, José (1978), Las Caras de Bélmez. (Barcelona, Ediciones Martínez Roca) ISBN 84-7114-051-9
- Martínez Romero, José (1987), Las Caras de Bélmez, una solución para el enigma. (Jaén, J. Martínez)